# Inverzió (genetika)
A genetikai inverzió (vagy megfordulás) a kromoszomális szerkezeti átrendeződés egyik típusa (kromoszómamutáció). A kromoszóma adott szakaszában a génsorrend megfordul, amely általában rendellenes crossing over révén jön létre.
Az inverzióra nézve a populációk variábilisak lehetnek. Ez a kromoszomális folyamat tulajdonképpen a mutáció egyik fajtája, és mint ilyen, rendkívül ritka a természetes populációban. Így, ha létre is jön egy inverziós kromoszóma, a legvalószínűbb esemény az lesz, hogy kiesik a populáció kromoszómakészletéből, még mielőtt elterjedhetne. Az inverziót hordozó kromoszóma leginkább homozigóta formában fordul elő a populációban (az inverziós heterozigótákban a gaméták egy része életképtelen, alacsony fertilitású).
Az inverzió más evolúciós hatásokkal párosulva (beltenyésztés, „drift” stb.) genetikai differenciálódást indíthat el a populációban. Ez a folyamat akár reproduktív izolációig vagy akár fajkeletkezésig is eljuthat.
A Drosophila-fajok kiugróan magas szintű inverziós polimorfizmussal jellemezhetőek.